# ایزی‌فلای
ایزی‌فلای (به انگلیسی: EasyFly) یک شرکت هواپیمایی با کد یاتا EF است که در تاریخ ۲۰۰۶ میلادی تأسیس شده است. دفتر مرکزی ایزی‌فلای در بوگوتا، کلمبیا واقع شده‌است و قطب این شرکت هواپیمایی در فرودگاه بین‌المللی ال دورادو قرار دارد و به ۱۶ مقصد، پرواز مستقیم انجام می‌دهد.

## مقصدهای پروازی
- کلمبیا
  - آپارتادو - فرودگاه آنتونیو رولدن بتنکورت
  - آرائوکا (آرائوکا) - فرودگاه سانتیاگو پتی‌آزه گویرز
  - بارانکاورمخا - فرودگاه یاریگویس
  - بارانکیلا - فرودگاه بین‌المللی ارنستو کورتیسوز
  - بوگوتا - فرودگاه بین‌المللی ال دورادو قطب اصلی
  - بوکارامانگا - فرودگاه بین‌المللی پالونگرو قطب
  - کارتاگنا - فرودگاه بین‌المللی رافائل ناندز
  - کوکوتا - فرودگاه بین‌المللی کمیلو دازا
  - ایباگه - فرودگاه پرالس
  - مدئین - فرودگاه انریکه اولایا هررا قطب
  - مونتریا - فرودگاه لوس گارزونس
  - نیوا، اویلا - فرودگاه بنیتو اسالا
  - پریرا - فرودگاه بین‌المللی ماتکانا
  - پوپایان - فرودگاه گویی‌لرمو لیون والنسیا
  - کیبدو - فرودگاه ال کرانو
  - یوپال - فرودگاه ال الکراوان

### پروازهای چارتر
- کلمبیا
  - خیراردوت (کوندینامارکا) - فرودگاه سانتیاگو ویلا
  - گوآپی - فرودگاه گوآپی

### مقصدهای آتی
- آروبا
  - اورنجستاد - فرودگاه بین‌المللی کویین بیاتریکس
- ونزوئلا
  - ماراکایبو - فرودگاه بین‌المللی لا چینیتا

### مقصدهای متوقف‌شده
- کلمبیا
  - آرمنیا (کیندیو) - فرودگاه بین‌المللی ال ادن
  - کالی - فرودگاه بین‌المللی آلفونسو بونییا آراگون قطب پیشین
  - کارتاگو (واییه دل کائوکا) - فرودگاه سانتا آنا (کلمبیا)
  - پاستو (کلمبیا) - فرودگاه آنتونیو نارینیو
  - سانتا مارتا (کلمبیا) - فرودگاه بین‌المللی سیمون بولیوار (کلمبیا)
  - توماکو - فرودگاه لا فلوریدا (کلمبیا)
  - وییاویسنیو - فرودگاه لا ونگوردیا